# 日本体育大学柏高等学校
日本体育大学柏高等学校（にっぽんたいいくだいがくかしわこうとうがっこう）は、千葉県柏市戸張にある私立高等学校。
地域での通称は「日体」（にったい）。2016年4月より「柏日体高等学校」（かしわにったいこうとうがっこう）から、現校名に変更した。

## 概要
千葉県においては、空手部（全国優勝の実績あり）、サッカー部（1986年・2019年全国高等学校総合体育大会出場）・（2022年全国高校サッカー選手権大会出場）、男子バスケットボール部（2021年全国高等学校総合体育大会出場）・（2018年ウインターカップ出場）、野球部（第94回全国高等学校野球選手権大会千葉大会準優勝）、陸上競技部（駅伝・走り高跳び・棒高跳びなど）、ダンス部（チアダンス競技全国優勝、世界大会出場)、ラグビー部、レスリング部が強豪校として知られている。
柏レイソルユースの活動を総合的にサポートし、柏レイソルユースに所属する多くの選手が、生徒として在籍している。
2023年4月以降、柏市内にある私立高校5校の中で、唯一附属中学を持たない高校である。

## 交通
- 柏駅東口より阪東自動車「日体大柏高校入口」下車

## 設置コース
- アカデミックフロンティアコース（アドバンストコース）
  - 国公立・難関私立大学入試を前提とした学習内容を3年間体系的に積み重ね、創造力・起業力を養う。
- アドバンストラーニングコース（旧進学コース）
  - 主体的に行動する能力を養い、社会を生き抜くための行動力・企画力を養う。
- アスリートコース
  - 体育系大学への進学やスポーツ・スペシャリストを目指す。

## 部活動

### 強化指定部
- 陸上競技
- サッカー
- 空手
- バスケットボール
- 野球
- レスリング
- ダンス
- 相撲

### 一般
- バレー
- ソフトテニス
- 卓球
- バドミントン
- ハンドボール
- 器械体操
- 女子サッカー
- ラグビー
- 演劇
- 茶道・華道
- 書道
- 吹奏楽
- 放送部
- 理科部
- 将棋

### 愛好会
- 和太鼓
- 漫画

## 著名な卒業生

### サッカー
- 桜井正人
- 工藤壮人
- 牧内慶太
- 山崎正登
- 武富孝介
- 仙石廉
- 橋本拓門
- 川浪吾郎
- 茨田陽生
- 島川俊郎
- 太田徹郎
- 仲間隼斗
- 峯勇斗
- 相馬大士
- 荒木大吾
- 木村裕
- 小林祐介
- 中川寛斗
- 中村航輔
- 白井永地
- 手塚康平
- 大島康樹
- 会津雄生
- マイケル・デン・ヘイジャー
- 滝本晴彦
- 伊藤達哉
- 安西海斗
- 浮田健誠
- 大嶽拓馬
- 大和優槻
- 山下雄大
- 古賀太陽
- 山田雄士
- 加藤匠人
- 田中隼人
- 真家英嵩
- 落合陸
- モハマド・ファルザン佐名
- 細谷真大
- 山本桜大
- 佐々木雅士
- 猿田遥己
- 小久保玲央ブライアン
- 林威宏
- 広庭輝
- 森戸壮介
- 池田圭太
- 土屋巧
- オウイエ・ウイリアム

### その他
- 林奎介（陸上）
- 上杉真穂（マラソン）
- 菅谷優（ラグビー）
- ハラトア・ヴァイレア（ラグビー）
- 保岡龍斗（バスケットボール）
- 植草歩（空手）
- 豊昇龍智勝（相撲）
- 欧勝馬出気（相撲）
- 鈴木竜士（自転車）
- 白井達也 (レスリング選手)

### 芸能
- DJ KOO（TRF）

## 関連校
- 学校法人日本体育大学
  - 日本体育大学
  - 日本体育大学女子短期大学
  - 日本体育大学荏原高等学校
  - 日本体育大学桜華中学校・高等学校
  - 浜松日体中学校・高等学校
  - 日体幼稚園
  - 日本体育大学医療専門学校